# Cornelis Sleeswijk
Cornelis Sleeswijk (Heerenveen, gemeente Aengwirden, 5 april 1871 – Amsterdam, 12 januari 1960) was een Nederlands ondernemer. Cornelis was de zoon van Sikke Sleeswijk (1841-1908), raadsheer in het Gerechtshof te Amsterdam en Itsk Doedes Breuning. Cornelis had twee oudere zussen. Hij huwde Theodora van Bosse (Amsterdam, 27 september 1874-Lage Vuursche, 23 januari 1953)

## Opleiding
Na het behalen van zijn gymnasiumdiploma studeerde hij aan de gemeentelijke Universiteit van Amsterdam. Op 28 oktober 1895 promoveerde hij tot doctor in de Rechten en in de Staatswetenschappen. Hij woonde aan de Jan van Goyenkade 27 in Amsterdam en had een zomerverblijf op landgoed Venwoude in Lage Vuursche.

## Verzekeringen
Na een aantal jaren in Amsterdam te hebben gewerkt als advocaat en procureur kwam hij in 1896 bij de firma Wed. J. van Bosse & Zoon, in assurantiën. In 1905 werd hij lid van de firma Wurfbain & Zoon (later Dudok van Heel & Co.) Zijn dissertatie Duoetallisme is uitgegeven. Voor zijn activiteiten werd hij benoemd tot Officier in de Orde van Oranje-Nassau.

## Neventaken
Cornelis Sleeswijk had meerdere neventaken:
- voorzitter Hoofdbestuur ondersteuning fonds tot Aanmoedigingen van den Gewapenden Dienst in de Nederlanden;
- voorzitter Genootschap "Het Leesmuseum"
- voorzitter Artisfonds
- bestuurslid Instituut tot Onderwijs van Blinden
- bestuurslid Gesticht voor Volwassen Blinden
- bestuurslid Prins Alexander Stichting
- lid van de adviescommissie De Nederlandsche Bank
- lid Centrale Beleggingsraad
- president-commissaris Nederlands-Indische Spoorweg Maatschappij
- commissaris Kasvereniging
- commissaris Nederlands-Indische Suiker Unie
- commissaris Van Ranzow's Bank
- commissaris Amsterdamse Zee- en Brand Assurantie Maatschappij
- commissaris N.V. Nationale Borg-Maatschappij
- commissaris van de Maatschappij  Volharding, tot exploitatie van Onroerende Goederen
- commissaris Cultuur Maatschappij Gending
- commissaris Brand Assurantie Maatschappij
- commissaris Landbouw Maatschappij Pangerango
- plaatsververvangend lid Raad van Beroep Directe Belastingen Amsterdam I
- bestuurslid Spaarbank voor de Stad Amsterdam
- voorzitter Woningmaatschappij Oud-Amsterdam NV
- lid van den Raad van Beheer Financiële Maatschappij voor Nijverheidsondernemingen